# Фердинандовы войны
Фердинандовы войны (исп. Guerras fernandinas, порт. Guerras fernandinas) — противостояние португальского короля Фернанду I с королями Кастилии Энрике II и Хуаном I в борьбе за престол Кастилии. Вылилось в три войны: 1369—1371, 1372—1373 и 1381—1382 годов.

## Первая война (1369—1370)
В 1369 году король Кастилии Педро I был убит в ходе гражданской войны, не оставив прямых наследников. Фернандо, как правнук Санчо IV по материнской линии, провозгласил себя наследником кастильского престола, на который также претендовали Педро IV Арагонский, Карлос II Наваррский и герцог Ланкастерский Джон Гонт, последний был женат с 1370 года на старшей дочери покойного Констанции. Но в итоге корону принял внебрачный брат Педро I Энрике II Трастамарский. Вопрос о престолонаследии привел претендентов к двум военным кампаниям с неясными результатами, пока при посредничестве папы римского Григория XI не начались переговоры.
Несколько кастильских дворян первоначально поддерживали португальского монарха; среди прочих Мен Родригес де Санабриа, которые в начале кампании предоставил 80 оруженосцев. Первая Фердинандова война закончилась битвой при Пуэрто-де-лос-Буэйес в марте 1371 года; Поражение Фернандо де Кастро означало падение последнего оплота Петристы в королевстве Кастилия, поражение, за которым последовало подписание Алкутимского договора.
Условия Алкутимского договора 1371 года, по которому был восстановлен вопрос о престолонаследии Педро I, включали брак между Фернандо и дочерью Энрике Элеонорой, которая должна была принести в приданое несколько пограничных территорий, которые принадлежали бы Португалия после их свадьбы в качестве компенсации за отказ Фернандо I от прав на престол Кастилии. Но прежде чем союз был отпразднован, Фернандо страстно влюбился в жену одного из своих придворных Леоноре Теллеш де Менезеш, и, получив аннулирование её брака, сделал королевой. Хотя это вызвало восстание, шаг не оказал большого влияния на отношения с Энрике, который в обмен на отказ согласился отдать приграничные территории. Как только Фердинанд I согласился, он сразу же пообещал свою дочь королю Карлу III Наваррскому.

## Вторая война (1372—1373)
Согласованный мир вскоре снова оказался под угрозой из-за интриг герцога Ланкастерского, который убедил Фердинанда участвовать в секретном соглашении, по которому оба намеревались изгнать Генриха с его престола.
Сторонники Педро из числа дворян, которые после первой войны укрылись в Португалии (вроде Фернандо Альфонсо де Валенсия и Мен Родригеса де Санабрии), вторглись в Галисию с севера Португалии с целью напасть на кастильского монарха с северо-запада его королевства. Приграничные города встали на их сторонуодригес де Санабриа вместе с Хуаном Альфонсо де Самора получил временный контроль над землями Вальдеоррас и Верин, а также над долиной реки Тамега на границе между Португалией, Леоном и Галисии, закрыв таким образом доступы из Кастилии на юг Галисии. Однако превосходство Энрике неоспоримо, и сторонники Педро снова потерпели поражение: к тому же англичане не могли отправить подкрепление в Португалию из-за неожиданного поражения при Ла-Рошели. Побуждаемый этими обстоятельствами, Энрике снова вторгся в Португалию в декабре 1372 г. и после поражения португальского флота у Лиссабона весной следующего года навязал подписание Сантаренского договора (1373).
Документ ознаменовал конец педризма и легитимистского сопротивления в Португалии. Кастильский король Энрике навязывает португальскому государю, помимо изгнания сторонников Педро систему династических союзов между двумя семьями. Роль королевы Элеоноры становилась все более влиятельной, а её вмешательство во внешнеполитические отношения делало её все более непопулярной. Фердинанду явно был не в состоянии поддерживать сильное правительство, а внутренняя политическая обстановка страдала от постоянных придворных интриг.

## Третья война (1381—1382)
После смерти Энрике в 1379 году Джон Гонт снова заявил о своих правах; через год он нашел союзника в лице Фернанду, который стремился отомстить за предыдущие поражения после смерти кастильского монарха. С помощью бежавшего сторонника Педро и галиссийского дворянина Жуана Фернандеса де Андейро он заключил с ним договор, по которому обещал помочь в будущей войне английской армией. Фернандо I принял и выполнил соглашение в следующем году.
Однако, по мнению некоторых историков, англичанин был столь же оскорбителен для Фердинанда, как и для его врагов, когда его войска начали прибывать в Португалию в том же году после начала боевых действий. Кроме того, португальский флот был уничтожен в битве при острове Сальтес, что в следующем году поставило Лиссабон под угрозу с моря. По этой причине, наконец, умирающему Фернандо I пришлось выступить против англичан и согласиться на мир с Кастилией в Бадахосском договоре 1382 года. По нему наследница Фернанду I Беатриса выйдет замуж за короля Кастилии Хуана I, что с оговорками означало будущий захват Португалия восточным соседом. Свадьба состоялась в 1383 году, мир был заключен.

## Последствия
После смерти Фернанду I Хуан I вопреки написанному в договоре, открыто претендовал на трон Португалии с согласия регента и любовника королевы-вдовы Андейро. Это вызвало восстание в Лиссабоне, которое распространилось по всей стране. Во время этого восстания под командованием сводного брата Фернанду I Хуана Авизского Андейро был убит, а регенту пришлось отправиться в изгнание. Попытки Хуана I переломить ситуацию закончились сокрушительным поражением в битве при Алжубарроте в 1385 году.
Это также означало конец бургундской династии, которую сменила династия Ависокая, названная в честь лидера восстания, который позже был провозглашен королем Португалии Жуаном I.